# Dyseohyus
Dyseohyus — вимерлий рід свиновидих. Скам'янілості представляють міоцен США (6 колекцій Каліфорнії, Луїзіани). Вид: Dyseohyus fricki.